# Фаворов Денис Володимирович
Дени́с Володи́мирович Фаво́ров (нар. 1 квітня 1991, Київ, УРСР, СРСР) — український футболіст, правий захисник польського клубу «Котвиця». У 2016—2020 роках протягом 4,5 років виступав за чернігівську «Десну», де з 2018 року був капітаном. «Десна» за його участі виграла срібні та бронзові медалі Першої ліги, досягла підвищення в класі та виходу до Ліги Європи. У сезоні 2017/18 Фаворова визнали найкращим гравцем Першої ліги, за підсумками 2020 року — найкращим футболістом України за версією сайту газети «Український футбол». У сезоні 2020/21 став бронзовим призером чемпіонату України та фіналістом Кубка України у складі луганської «Зорі». Вирізняється дуже високою, як для захисника, результативністю. Зокрема, забив 4 м'ячі в одному з матчів Першої ліги.

## Біографія

### Рання кар'єра
Вихованець клубу «Динамо» (Київ), перші тренери Олександр Леонідов та Леонід Островський. Також на рівні ДЮФЛ виступав за «Відрадний» та «Арсенал». З 2008 по 2013 роки був гравцем дублюючого складу київського «Арсеналу». Сезон 2011/12 провів в оренді в складі клубу Другої ліги «Славутич» (Черкаси).
У першій половині сезону 2013/14 виступав у Першій лізі за «Полтаву», де грав на позиції опорного півзахисника та в центрі захисту. Взимку 2014 року повернувся до Черкас. У сезоні 2013/14 «Славутич», виступаючи в Другій лізі, вийшов до 1/2 фіналу Кубка України, де був зупинений «Шахтарем». Фаворов узяв участь у чвертьфінальному матчі проти тернопільської «Ниви», вийшовши на заміну на 89-й хвилині та отримавши червону картку на 120-й хвилині. У сезоні 2014/15 команда, яка змінила назву на «Черкаський Дніпро», була серед лідерів Другої ліги, вигравши в підсумку золоті медалі та право на підвищення в класі, однак Фаворов відіграв за неї тільки літньо-осінню частину чемпіонату.
У лютому 2015 року повернувся до «Полтави», у якій став провідним гравцем і лідером колективу. Грав на позиції правого захисника та в опорній зоні. За підсумками першої половини сезону 2015/16 забив 4 голи, розділивши звання найкращого бомбардира команди разом із нападником Семенцем.

### «Десна»

#### Перша ліга
У березні 2016 року став гравцем чернігівської «Десни», підписавши контракт на 1,5 року. Запрошення Фаворова стало одним із трансферів, які чернігівський клуб здійснив із метою в найближчій перспективі досягти виходу до Прем'єр-ліги. У «Десні» Фаворов невдовзі став одним із лідерів команди. Навесні 2016 року стабільно грав у основному складі на позиціях центрального півзахисника та правого захисника. Зіграв вирішальну роль у перемозі над одним із лідерів Першої ліги, «Черкаським Дніпром», забивши 2 голи у ворота своєї колишньої команди.
У першій половині сезону 2016/17 головний тренер «Десни» Олександр Рябоконь остаточно закріпив за Фаворовим правий фланг захисту. За підсумками першого півріччя, яке «Десна» завершила на 3-му місці, експерти визнали Фаворова найкращим правим захисником Першої ліги, відзначивши його гру проти найсильніших суперників і результативність в атаці. Зокрема, у матчі проти лідера ліги «Іллічівця», події в якому складалися не на користь «Десни», Фаворов змістився в флангу в центр і красивим обвідним ударом зрівняв рахунок, поклавши початок перемозі «Десни» з рахунком 3:1. Сайти SportArena, Football.ua та Sport-express.ua внесли його до символічних збірних першої частини сезону.
Навесні 2017 року знову був одним із найкращих у складі команди — зокрема, забив гол у ворота головного суперника «Десни» в сезоні, рівненського «Вереса». Увійшов до символічної збірної сезону Першої ліги як найкращий правий захисник. Успішно виступивши навесні (10 перемог і 3 нічиї), команда за тур до закінчення чемпіонату забезпечила собі срібні нагороди Першої ліги та місце в Прем'єр-лізі. Проте, наступний сезон «Десна» розпочала в Першій лізі, оскільки не була допущена до підвищення в класі Федерацією футболу України. Рівненський «Верес», який зайняв місце «Десни» в елітному дивізіоні, пропонував футболісту контракт, але отримав відмову. 13 липня 2017 року Фаворов підписав із «Десною» новий контракт терміном на 3 роки.
На початку нового сезону продемонстрував високу результативність, за три матчі відзначившись у воротах суперників 4 рази. У виїзному матчі з «Миколаєвом», у якому «Десна» перемогла з результатом 8:1, записав на свій рахунок рідкісне досягнення — граючи справа в захисті, забив 4 голи в одній грі. До початку другого тайму Фаворов оформив хет-трик, після чого реалізував пенальті. Всього на той момент у його активі було 9 голів і 4 гольові передачі в 15-ти матчах Першої ліги. Ще один м'яч він забив у Кубку України. У своїй команді Денис був найрезультативнішим гравцем, у лізі — другим у списках найкращих бомбардирів і найкращих гравців за системою «гол + пас». Гра Фаворова протягом сезону свідчила про те, що його клас перевершує рівень Першої ліги.

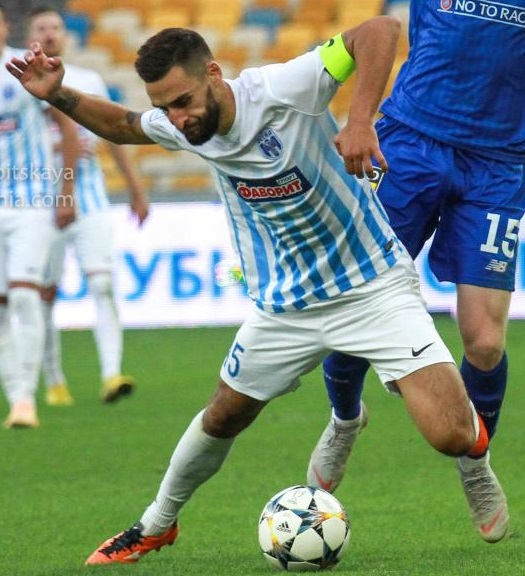
Денис Фаворов у складі «Десни»

У наступній грі Фаворов у боротьбі з футболістом команди суперника отримав струс мозку й до кінця року на поле вже не виходив, пропустивши загалом 7 матчів, зокрема поєдинок 1/4 фіналу Кубка України з київським «Динамо». За даними аналітичної компанії InStat, за підсумками першої частини сезону Фаворов став найкращим гравцем Першої ліги. Він посів 2-ге місце за системою «гол + пас», 4-те — за кількістю забитих м'ячів та участю в гольових атаках, 10-те — за ключовими передачами. Водночас, на відміну від найкращого бомбардира Олександра Акименка, який більше половини голів забив із пенальті, Фаворов з 11-метрової позначки відзначився лише раз. В опитуванні про найкращого гравця першого півріччя, в якому взяли участь головні тренери команд Першої ліги, Денис зайняв 2-е місце.
На початку 2018 року в «Десну» перейшов його молодший брат Артем. У більшості матчів весняної частини сезону 2017/18 Денис Фаворов виводив команду на поле з капітанською пов'язкою. Відкрив рахунок у гостьовому матчі передостаннього туру з «Інгульцем», перемога над яким дозволила обійти конкурента в турнірній таблиці та вийти в зону плей-оф. Посівши підсумкове 3-тє місце, команда отримала право розіграти місце в елітному дивізіоні з 10-ю командою Прем'єр-ліги, кропивницькою «Зіркою». Перша зустріч, яка відбулася на виїзді, завершилася внічию — по ходу матчу «Десна» вигравала, проте супернику вдалося зрівняти рахунок внаслідок невдалих дій Фаворова, який у спробі заблокувати удар відправив м'яч у свої ворота. У матчі-відповіді Фаворов відкрив рахунок на 38-й хвилині, поклавши початок перемозі «Десни» з рахунком 4:0. Вигравши плей-оф, «Десна» оформила вихід у Прем'єр-лігу. Денис Фаворов із 15 голами у всіх турнірах став найкращим бомбардиром команди. За підсумками сезону Професіональна футбольна ліга України визнала його найкращим гравцем Першої ліги.

#### Прем'єр-ліга
Улітку 2018 року завершив кар'єру багаторічний капітан «Десни» Вадим Мельник, і новим капітаном команди став Денис Фаворов. 25 липня 2018 року дебютував у Прем'єр-лізі, вийшовши у стартовому складі «Десни» в матчі проти «Шахтаря». За рахунку 0:0 суддя не зарахував гол Фаворова через положення поза грою, на думку екс-арбітра ФІФА Мирослава Ступара — безпідставно, а підсумком матчу стала перемога «Шахтаря» з рахунком 2:0. У матчі 19-го туру проти «Арсенала-Київ» Фаворов на 40-й секунді став автором найшвидшого голу «Десни» в елітному дивізіоні. За підсумками сезону 2018/19 «Десна» посіла 8-ме місце в УПЛ. Упродовж сезону Фаворов відзначився неординарною, як для захисника, активністю в атаці, завдавши 39 ударів по воротах суперників — удвічі більше за будь-кого з флангових захисників Прем'єр-ліги. Взяв участь у 15 гольових атаках своєї команди, що становило 43 % від загальної кількості забитих м'ячів «Десни» в лізі. У підсумку із 7 голами в чемпіонаті та 1 — у Кубку України став найкращим бомбардиром команди. За статистичними показниками дій у захисті розділив друге місце серед гравців УПЛ за кількістю заблокованих ударів, увійшов до трійки лідерів за кількістю перехоплень і до десятки найкращих за відсотком виграних верхових єдиноборств. Сайтами Football.ua та Tribuna.com внесений до символічних збірних сезону як найкращий правий захисник Прем'єр-ліги. За результатами голосування вболівальників «Десни» визнаний найкращим гравцем команди в сезоні.
У сезоні 2019/20 «Десна» змагалася з «Динамо» та «Зорею» за срібні медалі чемпіонату України. Підсумком стало 4-те місце — найвище досягнення в історії клубу, завдяки якому він отримав право представляти Україну в 3-му кваліфікаційному раунді Ліги Європи. Станом на момент призупинення розіграшу змагань, обумовленого пандемією COVID-19, Фаворов очолював список лідерів УПЛ за кількістю єдиноборств, перебував у трійці найкращих за кількістю верхових єдиноборств та у п'ятірці — за відборами. Особливо яскраво виступив після припинення паузи в чемпіонаті, забивши наприкінці сезону 5 голів. УПЛ визнала його найкращим гравцем 29-го туру за «дубль» у матчі проти «Колоса», який «Десна» розгромила з рахунком 5:1. За весь сезон відзначився у воротах суперників 8 разів та став другим бомбардиром команди після нападника Олександра Філіппова. Став лідером серед гравців УПЛ за кількістю зіграних хвилин (2969 хвилин у 31 матчі). Увійшов до символічних збірних сезону за версіями сайтів SportArena, Sport.ua, Football.ua, Tribuna.com і компанії Wyscout як найкращий правий захисник Прем'єр-ліги. Сайтом газети «Український футбол» визнаний найкращим футболістом української ліги в першому півріччі 2020 року.
Загалом у всіх змаганнях відіграв за «Десну» 139 матчів та забив 40 голів.

### «Зоря»
9 серпня 2020 року у статусі вільного агента підписав дворічний контракт із «Зорею». За словами гравця, він мав намір продовжити кар'єру в Чернігові, але керівництво клубу відмовилося продовжувати з ним контракт: «мене просто виставили й показали на двері, культурно». Фаворов пояснив, що востаннє контракт із «Десною» він укладав 3 роки тому, коли команда ще грала в Першій лізі, й запропоновані йому умови на той час були гарними, однак поступово стали «мінімальними» на тлі зарплат, які отримували його одноклубники в УПЛ. Він неодноразово намагався зв'язатися з керівництвом «Десни» щодо укладання нового контракту, однак пропозиції продовжити співпрацю з клубом так і не отримав. Зі свого боку, головний тренер «Десни» Олександр Рябоконь прокоментував рішення гравця так:
Такого другого Фаворова ми не знайдемо — такого корисного гравця, яким був наш капітан. Я знаю, що йому пропонували контракт на більш вигідних умовах. Не на найвигідніших, але покращених. Міг би погодитись, і ще пограти в єврокубках за «Десну». Він цього заслуговує. Але Денис вирішив інакше. Мені здається, що він все правильно зробив в цій ситуації.
У ЗМІ трансфер Фаворова сприйняли як очевидний успіх «Зорі», яка безкоштовно отримала кваліфікованого футболіста на позицію, що потребувала підсилення, водночас послабивши свого головного конкурента, який втратив свого ключового гравця й лідера. Уже в першому турі сезону 2020/21 Фаворов дебютував за нову команду в матчі проти своїх колишніх одноклубників із Чернігова. Наприкінці першого тайму він відзначився забитим голом, проте у другій половині гри футболісти «Десни» відповіли тричі й перемогли з рахунком 3:1. 22 жовтня 2020 року вперше зіграв у єврокубках, вийшовши в стартовому складі в матчі групового етапу Ліги Європи проти англійського «Лестера», у якому «Зоря» програла з рахунком 0:3. У другій зустрічі з англійцями на груповому етапі, яку його команда виграла з рахунком 1:0, Фаворов віддав гольову передачу та став найкращим гравцем матчу за оцінками аналітичної компанії InStat і порталу WhoScored. Загалом у розіграші Ліги Європи в сезоні 2020/21 взяв участь у всіх 6 матчах своєї команди.
За виступи у складі «Десни» та «Зорі» впродовж 2020 року сайт газети «Український футбол» за підсумками традиційного опитування футбольних експертів визнав Фаворова найкращим футболістом України.
У матчі 1/2 фіналу Кубка України проти «Олександрії», основний та доданий час якого завершився з рахунком 1:1, реалізував одинадцятиметровий удар, який вивів його команду у фінал. Відіграв весь фінальний поєдинок Кубка України, у якому «Зоря» в доданий час поступилася «Динамо» з рахунком 0:1. За підсумками сезону 2020/21 у складі «Зорі» став бронзовим призером чемпіонату України. У «Зорі» Фаворов став стабільним гравцем основного складу. Втім, у порівнянні з виступами за «Десну» грав менш яскраво, зокрема значно знизилася його результативність у атаці.
З початком повномасштабного вторгнення російських військ в Україну долучився до надання допомоги Збройним силам України та жителям Чернігова. Певний час підтримував форму з черкаським «Дніпром». Після завершення строку контракту залишив «Зорю» в статусі вільного агента. Повідомлялося, що він може перейти до «Ворскли».

### «Вєчиста»
У середині літа 2022 року переїхав до Польщі, де тренувався з аматорською командою «Осаднік» (Мислібуж). У ЗМІ повідомлялося про інтерес до Фаворова з боку кількох клубів польської Екстракляси, зокрема «Корони» (Кельце).
У серпні 2022 року підписав дворічний контракт із клубом «Вєчиста» (Краків), що виступав у Третій лізі — четвертому за силою дивізіоні польського футболу. Серед клубів нижчих польських ліг «Вєчиста» вирізняється потужними фінансовими можливостями та амбіційними цілями, що дозволяє їй запрошувати іменитих футболістів, зокрема колишніх гравців національної збірної. У сезоні 2022/23 Фаворов зіграв за новий клуб 29 матчів у чемпіонаті та забив 5 голів. «Вєчиста» завершила сезон невдало, посівши 3-тє місце у своїй групі та не виконавши завдання підвищитися в класі. Натомість команді вдалося виграти регіональний Кубок Польщі у Малопольському воєводстві, здолавши у фіналі команду П'ятої ліги «Спуйня Осек-Зимнодул» з рахунком 5:0. У фінальному матчі Фаворов вийшов на поле на 68-й хвилині.
У сезоні 2023/24 «Вєчиста» посіла 1-ше місце у своїй групі Третьої лиги, отримавши право на підвищення в класі. Фаворов відіграв 30 матчів у чемпіонаті, у яких відзначився 9 голами. Зокрема, у краківському дербі проти «Гарбарні» упродовж першого тайму він оформив «хет-трик», завдяки якому «Вєчиста» перемогла з рахунком 3:2. Після завершення сезону залишив команду.

### «Котвиця»
У березні 2025 року підписав контракт із клубом польської Першої ліги «Котвиця» (Колобжег).

## Стиль гри
Універсальний футболіст, який упродовж кар'єри пограв на правому фланзі оборони, у центрі захисту й півзахисту. Стабільно на позиції правого захисника заграв під час виступів у «Десні». В окремих матчах також закривав позиції лівого захисника та правого півзахисника. 
Має репутацію захисника-бомбардира — граючи переважно в обороні, часто підключається до атак і вирізняється надвисокою, як для захисника, результативністю. Володіє сильним ударом та добре грає головою. За словами гравця, «будь-яке єдиноборство для мене на полі — принципове, намагаюся не програти жодного, особливо на другому поверсі». Згідно з характеристикою футбольного експерта Артура Валерка, як правого захисника Фаворова «вирізняє жорстка, агресивна манера. Він вправний у підключеннях до атак, ефективний під час стандартів».
У «Десні» кілька сезонів поспіль обирався капітаном команди, був лідером як на полі, так і в роздягальні. Олександр Рябоконь говорив про нього так:
Фаворова я ніколи не змінюю, хоча в нього бували невдалі матчі. Але я вважаю, що капітан обов'язково має бути на полі. Навіть коли він помиляється, у нього сильний характер. Його нічим не злякаєш. Він викладе все, що має, в кожній грі … До того ж, він може забити дуже важливий гол у ситуації, де ніхто не може.

## Досягнення

### Командні
«Черкаський Дніпро»
- Півфіналіст Кубка України: 2013/14.
- Переможець Другої ліги: 2014/15

«Десна»
- Срібний призер Першої ліги: 2016/17.
- Бронзовий призер Першої ліги: 2017/18.

«Зоря»
- Бронзовий призер чемпіонату України: 2020/21
- Фіналіст Кубка України: 2020/21

### Особисті
- Футболіст року в Україні за версією сайту газети «Український футбол»: 2020[72]
- Футболіст півріччя в українській лізі за версією сайту газети «Український футбол»: 1-ше півріччя 2020[59]
- Найкращий гравець Першої ліги: 2017/18
- Найкращий гравець сезону в «Десні»: 2018/19[94]

## Статистика виступів
| Клуб                           | Сезон                          | Ліга  | Ліга | Кубок | Кубок | Єврокубки | Єврокубки | Плей-оф | Плей-оф | Загалом | Загалом |
| Клуб                           | Сезон                          | Матчі | Голи | Матчі | Голи  | Матчі     | Голи      | Матчі   | Голи    | Матчі   | Голи    |
| ------------------------------ | ------------------------------ | ----- | ---- | ----- | ----- | --------- | --------- | ------- | ------- | ------- | ------- |
| Арсенал                        | 2008/09                        | 0     | 0    | 0     | 0     | −         | −         | −       | −       | 0       | 0       |
| Арсенал                        | 2009/10                        | 0     | 0    | 0     | 0     | −         | −         | −       | −       | 0       | 0       |
| Арсенал                        | 2010/11                        | 0     | 0    | 0     | 0     | −         | −         | −       | −       | 0       | 0       |
| Арсенал                        | Загалом                        | 0     | 0    | 0     | 0     | 0         | 0         | 0       | 0       | 0       | 0       |
| Славутич                       | 2011/12                        | 22    | 1    | 2     | 0     | −         | −         | −       | −       | 24      | 1       |
| Славутич                       | Загалом                        | 22    | 1    | 2     | 0     | 0         | 0         | 0       | 0       | 24      | 1       |
| Арсенал                        | 2012/13                        | 0     | 0    | 0     | 0     | −         | −         | −       | −       | 0       | 0       |
| Арсенал                        | Загалом                        | 0     | 0    | 0     | 0     | 0         | 0         | 0       | 0       | 0       | 0       |
| Полтава                        | 2013/14                        | 11    | 0    | 2     | 1     | −         | −         | −       | −       | 13      | 1       |
| Полтава                        | Загалом                        | 11    | 0    | 2     | 1     | 0         | 0         | 0       | 0       | 13      | 1       |
| Черкаський Дніпро              | 2013/14                        | 8     | 2    | 1     | 0     | −         | −         | −       | −       | 9       | 2       |
| Черкаський Дніпро              | 2014/15                        | 15    | 1    | 2     | 0     | −         | −         | −       | −       | 17      | 1       |
| Черкаський Дніпро              | Загалом                        | 23    | 3    | 3     | 0     | 0         | 0         | 0       | 0       | 26      | 3       |
| Загалом за «Черкаський Дніпро» | Загалом за «Черкаський Дніпро» | 45    | 4    | 5     | 0     | 0         | 0         | 0       | 0       | 50      | 4       |
| Полтава                        | 2014/15                        | 6     | 2    | 0     | 0     | −         | −         | −       | −       | 6       | 2       |
| Полтава                        | 2015/16                        | 17    | 4    | 0     | 0     | −         | −         | −       | −       | 17      | 4       |
| Полтава                        | Загалом                        | 23    | 6    | 0     | 0     | 0         | 0         | 0       | 0       | 23      | 6       |
| Загалом за «Полтаву»           | Загалом за «Полтаву»           | 34    | 6    | 2     | 1     | 0         | 0         | 0       | 0       | 36      | 7       |
| Десна                          |                                |       |      |       |       |           |           |         |         |         |         |
| 2015/16                        | 11                             | 3     | 0    | 0     | −     | −         | −         | −       | 11      | 3       |         |
| 2016/17                        | 30                             | 5     | 3    | 1     | −     | −         | −         | −       | 33      | 6       |         |
| 2017/18                        | 25                             | 13    | 2    | 1     | −     | −         | 2         | 1       | 29      | 15      |         |
| 2018/19                        | 31                             | 7     | 2    | 1     | −     | −         | −         | −       | 33      | 8       |         |
| 2019/20                        | 31                             | 8     | 2    | 0     | −     | −         | −         | −       | 33      | 8       |         |
| Загалом                        | 128                            | 36    | 9    | 3     | 0     | 0         | 2         | 1       | 139     | 40      |         |
| Зоря                           |                                |       |      |       |       |           |           |         |         |         |         |
| 2020/21                        | 20                             | 2     | 3    | 0     | 6     | 0         | −         | −       | 29      | 2       |         |
| 2021/22                        | 16                             | 1     | 1    | 0     | 7     | 0         | −         | −       | 24      | 1       |         |
| Загалом                        | 36                             | 3     | 4    | 0     | 13    | 0         | 0         | 0       | 53      | 3       |         |
| Вєчиста                        |                                |       |      |       |       |           |           |         |         |         |         |
| 2022/23                        | 29                             | 5     | 1    | 0     | −     | −         | −         | −       | 30      | 5       |         |
| 2023/24                        | 30                             | 9     | 1    | 0     | −     | −         | −         | −       | 31      | 9       |         |
| Загалом                        | 59                             | 14    | 2    | 0     | 0     | 0         | 0         | 0       | 61      | 14      |         |
| Загалом за кар'єру             | Загалом за кар'єру             | 302   | 63   | 22    | 4     | 13        | 0         | 2       | 1       | 339     | 68      |